# Réserve écologique James-Little
La réserve écologique James-Little est située à Sheenboro, en Outaouais.  La réserve protège des écosystèmes représentatifs de la région, soit une érablière à bouleau jaune.  Le nom de la réserve honore James Little (1803-1883), marchand de bois et partisan de la conservation des forêts, qui préconisa une meilleure gestion gouvernementale de la ressource forestière ainsi que la création de réserves forestières.